# いかづち (護衛艦・2代)
いかづち（ローマ字：JS Ikazuchi, DD-107）は、海上自衛隊の護衛艦。むらさめ型護衛艦の7番艦。艦名は「雷」（稲妻が雷の閃光を意味するのに対して､雷鳴を意味する）に由来する。この名を受け継ぐ日本の艦艇としては旧海軍の雷型駆逐艦「雷」、吹雪型駆逐艦「雷」、海上自衛隊のいかづち型護衛艦「いかづち」に続き4代目。
本記事は、本艦の艦暦について主に取り扱っているため、性能や装備等の概要についてはむらさめ型護衛艦を参照されたい。

## 艦歴
「いかづち」は、中期防衛力整備計画に基づく平成8年度計画4,400トン型護衛艦2236号艦として、日立造船舞鶴工場で1998年2月25日に起工され、1999年6月24日に進水、2001年3月14日に就役し、第1護衛隊群第5護衛隊に編入され横須賀に配備された。
2002年、環太平洋合同演習（RIMPAC）に参加。
2003年2月3日から3月28日にかけて輸送艦「しもきた」とともにテロ対策特別措置法に基づく海上輸送部隊としてタイ王国の建設用重機等の輸送任務に従事した。
2003年3月13日、第1護衛隊群第1護衛隊に編入された。
2005年7月26日、テロ対策特別措置法に基づき、補給艦「はまな」とともにインド洋に派遣、同年11月まで任務に従事し、12月27日に帰国した。この派遣以降は2隻派遣体制となる。
同年7月30日、公開された映画「亡国のイージス」に護衛艦「うらかぜ」役で出演する。
2007年4月16日、房総半島南方沖で護衛艦「きりしま」、「むらさめ」、「たかなみ」とともにインド海軍デリー級ミサイル駆逐艦「マイソール」等と米印両海軍との初の3ヶ国共同訓練を実施した。
同年11月29日、東京晴海ふ頭に中国人民解放軍海軍としては初の寄港中の駆逐艦「深圳」の乗組員が訪問する。
2008年3月26日、護衛隊改編により第1護衛隊群第5護衛隊に編入された。
同年4月20日、新テロ特措法に基づき、補給艦「ましゅう」とともにインド洋に派遣、同年7月まで任務に従事し、9月4日に帰国した。
2009年11月9日、新テロ特措法に基づき、補給艦「ましゅう」とともにインド洋に派遣されたが、2010年1月15日に新テロ特措法が失効したことに伴い活動が終了し、2010年2月6日に東京港晴海埠頭に帰国した。
2011年3月16日、編成替えにより第1護衛隊群第1護衛隊に編入された。
2012年5月11日、第12次派遣海賊対処行動水上部隊としてソマリア沖に向けて横須賀から出航、僚艦となる護衛艦「さわぎり」とは途中で合流し約3週間後から任務を開始し、同年7月1日には日中印の三カ国協同による護衛編隊が組まれる。8月30日にはアタランタ作戦を実施している作戦部隊司令官エンリコ・クレデンディーノ伊海軍少将一行の訪問を受ける。同年10月25日、横須賀に帰港した。
2015年3月18日、第21次派遣海賊対処行動水上部隊として護衛艦「むらさめ」とともにソマリア沖・アデン湾に向けて横須賀基地から出航、同年7月まで任務に従事し、その帰国途上の8月19日にはマレーシア西方海域にてマレーシア海軍との親善訓練を実施し、8月30日に横須賀に帰港した。
2016年5月26日から5月27日に開催される伊勢志摩サミットの警戒監視のため、護衛艦「いずも」等とともに名古屋港の金城埠頭（愛知県名古屋市港区）に入港した。
2018年8月5日、第31次派遣海賊対処行動水上部隊としてソマリア沖・アデン湾に向けて横須賀基地から出航した。2019年1月6日に32次隊の護衛艦「さみだれ」に任務を引き継ぎ、帰国途上の1月8日にはパキスタンのカラチに寄港し、1月10日にはパキスタン海軍駆逐艦「タリク」と親善訓練を実施した。1月27日から1月31日までフィリピンのマニラに寄港し、同港及び同周辺海空域においてフィリピン海軍と親善行事やC-90航空機及び沿岸警備艇「ネストー・レイノソ」と捜索救難訓練等を、コルベット「エミリオ・ハシント」と戦術運動等の共同訓練を実施した。2月9日、帰国。
2020年8月15日から18日にかけて、沖縄南方海空域において米海軍空母「ロナルド・レーガン」ほか、艦艇数隻と共同訓練を実施した。
同年9月7日から10月17日にかけて「かが」とともに令和2年度インド太平洋方面派遣訓練に参加し、インド太平洋地域の各国海軍等との共同訓練等を実施する。9月13日から17日の間は南シナ海においてオーストラリア海軍駆逐艦「ホバート」、補給艦「シリウス」と日豪共同訓練を実施。9月24日にはコロンボ港周辺海空域においてスリランカ海軍哨戒艦「ガジャバフ」と日スリランカ共同訓練（JA－LAN EX）を、9月26日から28日の間はインド西方海空域においてインド海軍駆逐艦「チェンナイ」、フリゲート「タルカシュ」、補給艦「ディパック」及び航空機と日印共同訓練（JIMEX）を実施した。10月9日には南シナ海において潜水艦「しょうりゅう」と対潜戦訓練を、10月12日には同海域において米海軍駆逐艦「ジョン・Ｓ・マケイン」、補給艦「ティピカヌー」と日米共同訓練を実施した。
2021年9月18日から24日にかけて、沖縄南方海空域において護衛艦「ちょうかい」とともに日米共同訓練を実施した。米海軍からは空母「カール・ヴィンソン」、駆逐艦「チャフィー」、巡洋艦「レイク・シャンプレーン」、補給艦「ラパハノック」が参加し、防空戦、対潜戦、洋上補給、通信訓練等を実施した。
2022年12月2日から8日にかけて、関東南方から四国南方に至る海空域において米海軍空母「ロナルド・レーガン」、巡洋艦「シャイロー」、補給艦「ジョン・エリクソン」と日米共同訓練を行い、各種戦術訓練（対水上戦、洋上補給等）を実施した。
2023年6月5日、第45次派遣海賊対処行動水上部隊（中東地域における情報収集活動兼務））としてソマリア沖・アデン湾に向けて横須賀基地から出航した。
同年7月22日、EU海上部隊（スペイン海軍フリゲート「ナバラ」）とアデン湾西部において海賊対処共同訓練を実施した。同年8月3日、アラビア海において、オマーン国海軍哨戒艦「AL-RAHMANI」（Al-Rahmani）と日オマーンPASSEXを実施した。9月8日、EU海上部隊のイタリア海軍多用途哨戒艦「フランチェスコ・モロシーニ」とともに、アデン湾東部において海賊対処共同訓練を実施した。同年10月6日、アデン湾西部において、EU海上部隊フリゲート「ナバラ」（スペイン海軍）と海賊対処共同訓練を実施した。主要訓練項目は戦術運動、クロスデッキ、写真撮影。同年11月12日、ジブチ周辺海域において、ジブチ海軍哨戒艇「ADJUDANT ALI M. HOUMED」との日ジブチ巡航訓練を実施した。同年12月6日及び7日、南シナ海において米海軍沿海域戦闘艦「ガブリエル・ギフォーズ」と各種戦術訓練（戦術運動、LINKEX）、PHOTOEXの日米共同訓練を実施した。12月15日に横須賀に帰港し、翌16日に帰国行事が行われた。
2025年3月17日から20日にかけて、東シナ海において実施された日米韓共同訓練に参加した。米海軍からは空母「カール・ヴィンソン」、巡洋艦「プリンストン」、駆逐艦「スタレット」、「ウィリアム・P・ローレンス」が、韓国海軍からは駆逐艦「セジョン・デワン」、「テ・ジョヨン」が参加し、各種戦術訓練（捜索救難訓練、対水上戦、対空戦、対潜戦等）及びPHOTOEXを実施した。翌3月21日には東シナ海から西太平洋に至る海域において「カール・ヴィンソン」他、米海軍艦艇とLINKEX等の日米共同訓練を実施した。
第1護衛隊群第1護衛隊に所属し、定係港は横須賀である。

### 歴代艦長
| 代 | 氏名       | 在任期間               | 出身校・期 | 前職                                          | 後職                                 | 備考                 |
| -- | ---------- | ---------------------- | ---------- | --------------------------------------------- | ------------------------------------ | -------------------- |
| 01 | 江﨑哲夫   | 2001.3.14 - 2002.8.19  | 防大21期   | いかづち艤装員長                              | 大湊地方総監部管理部総務課長         |                      |
| 02 | 田中博敏   | 2002.8.20 - 2003.9.21  | 防大21期   | しらせ運用長                                  | おおすみ副長                         |                      |
| 03 | 高草洋一   | 2003.9.22 - 2005.3.24  | 防大22期   | 情報本部                                      | 海上幕僚監部調査部調査課 調査第3班長 |                      |
| 04 | 工藤修一郎 | 2005.3.25 - 2005.7.6   | 防大28期   | やまぎり艦長                                  |                                      |                      |
| 05 | 毛利正人   | 2005.7.7 - 2005.11.23  |            | 呉地方総監部防衛部 第1幕僚室長 兼 第5幕僚室長 |                                      |                      |
| 06 | 宮﨑 守    | 2005.11.24 - 2008.2.15 |            | 情報本部                                      | 海上幕僚監部副監察官                 |                      |
| 07 | 村田耕一   | 2008.2.16 - 2009.9.9   | 防大26期   | 海上幕僚監部指揮通信情報部 指揮通信課         | 護衛艦隊司令部幕僚                   |                      |
| 08 | 梅崎時彦   | 2009.9.10 - 2011.3.24  | 防大29期   | 護衛艦隊司令部幕僚                            | 呉地方総監部監察官                   |                      |
| 09 | 鈴木雅博   | 2011.3.25 - 2012.12.3  | 防大29期   | 海上自衛隊第1術科学校 教官 兼 研究部員        | はたかぜ艦長                         |                      |
| 10 | 宮路貴幸   | 2012.12.4 - 2014.3.23  | 防大33期   | 海上幕僚監部防衛部 装備体系課                 | てるづき艦長                         |                      |
| 11 | 外園和治   | 2014.3.24 - 2015.12.21 | 防大33期   | 護衛艦隊司令部                                | 海上自衛隊第1術科学校教官            |                      |
| 12 | 北口周右   | 2015.12.22 - 2017.7.19 |            | かしま副長                                    | 自衛艦隊司令部                       |                      |
| 13 | 小泉正弘   | 2017.7.20 - 2017.11.1  | 防大43期   | 海上訓練指導隊群司令部付                      |                                      |                      |
| 14 | 櫻井 敦    | 2017.11.2 - 2019.3.19  |            | 艦艇開発隊                                    | 海上自衛隊幹部候補生学校第1学生隊長  |                      |
| 15 | 水野達彦   | 2019.3.20 - 2020.4.7   | 防大46期   | 第4護衛隊群司令部幕僚                         | 海上幕僚監部人事教育部補任課         |                      |
| 16 | 杉山靖浩   | 2020.4.8 - 2021.8.31   |            | きりしま砲雷長 兼 副長                        | むろと艦長                           | 2021.1.1 1等海佐昇任 |
| 17 | 村田光崇   | 2021.9.1 - 2023.2.2    |            | 自衛艦隊司令部幕僚                            | 大湊海上訓練指導隊                   |                      |
| 18 | 田中宏明   | 2023.2.3 - 2024.8.4    |            | 自衛艦隊司令部                                |                                      |                      |
| 19 | 好井貴重   | 2024.8.5 -             |            |                                               |                                      |                      |

## ギャラリー

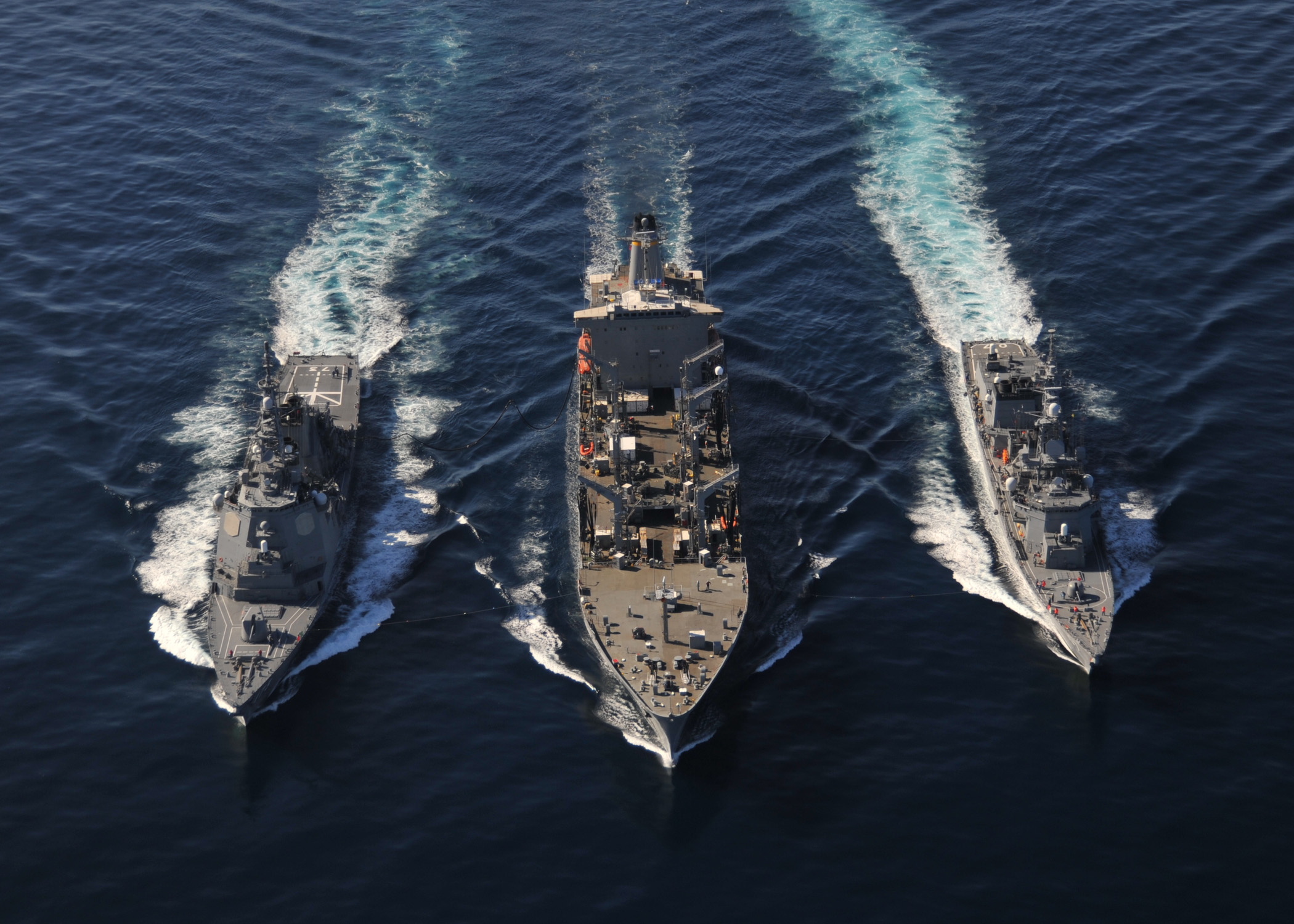
米補給艦と洋上補給訓練を行う「いかづち」と「こんごう」
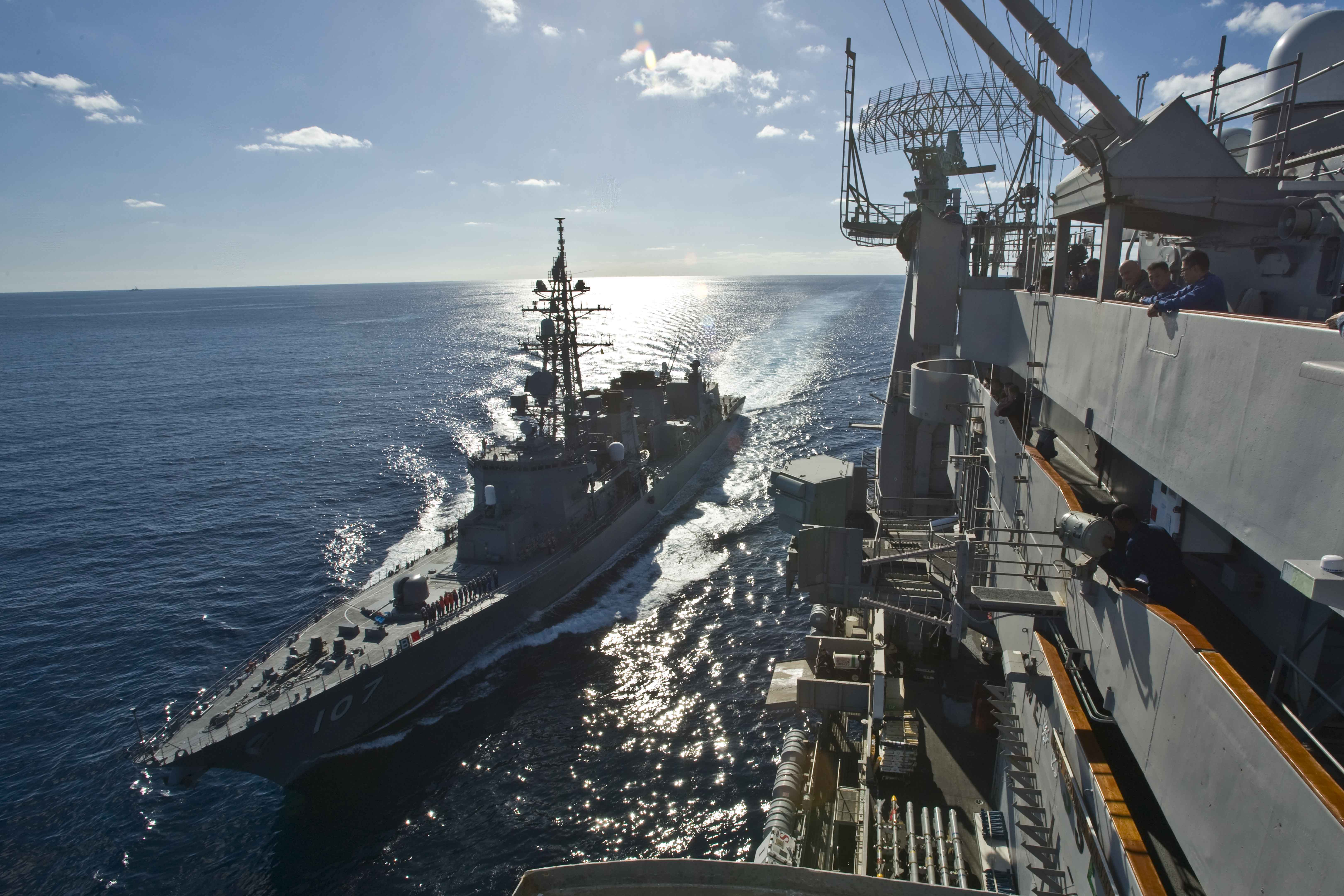
米艦艇に近接する「いかづち」
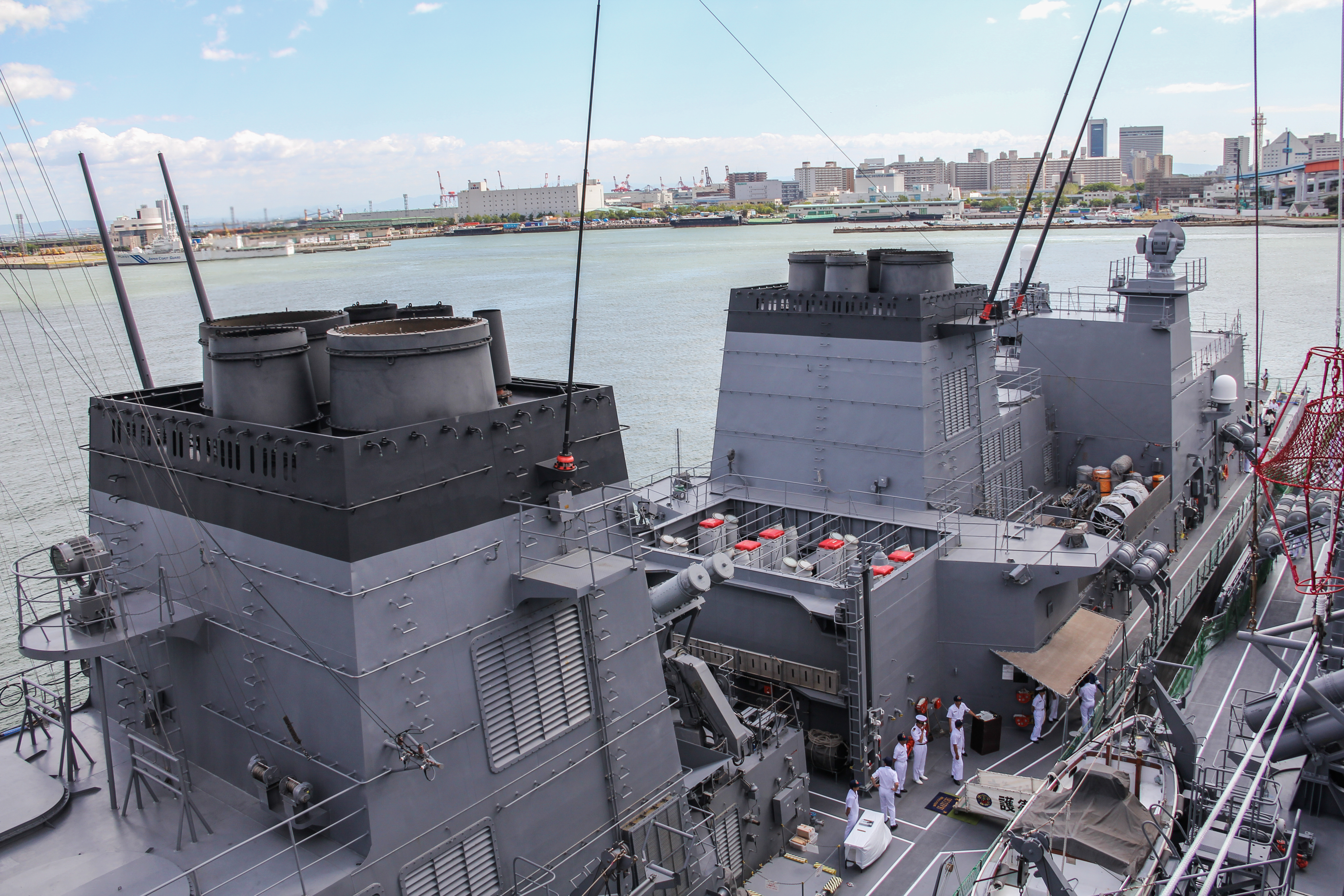
VLS Mk-48
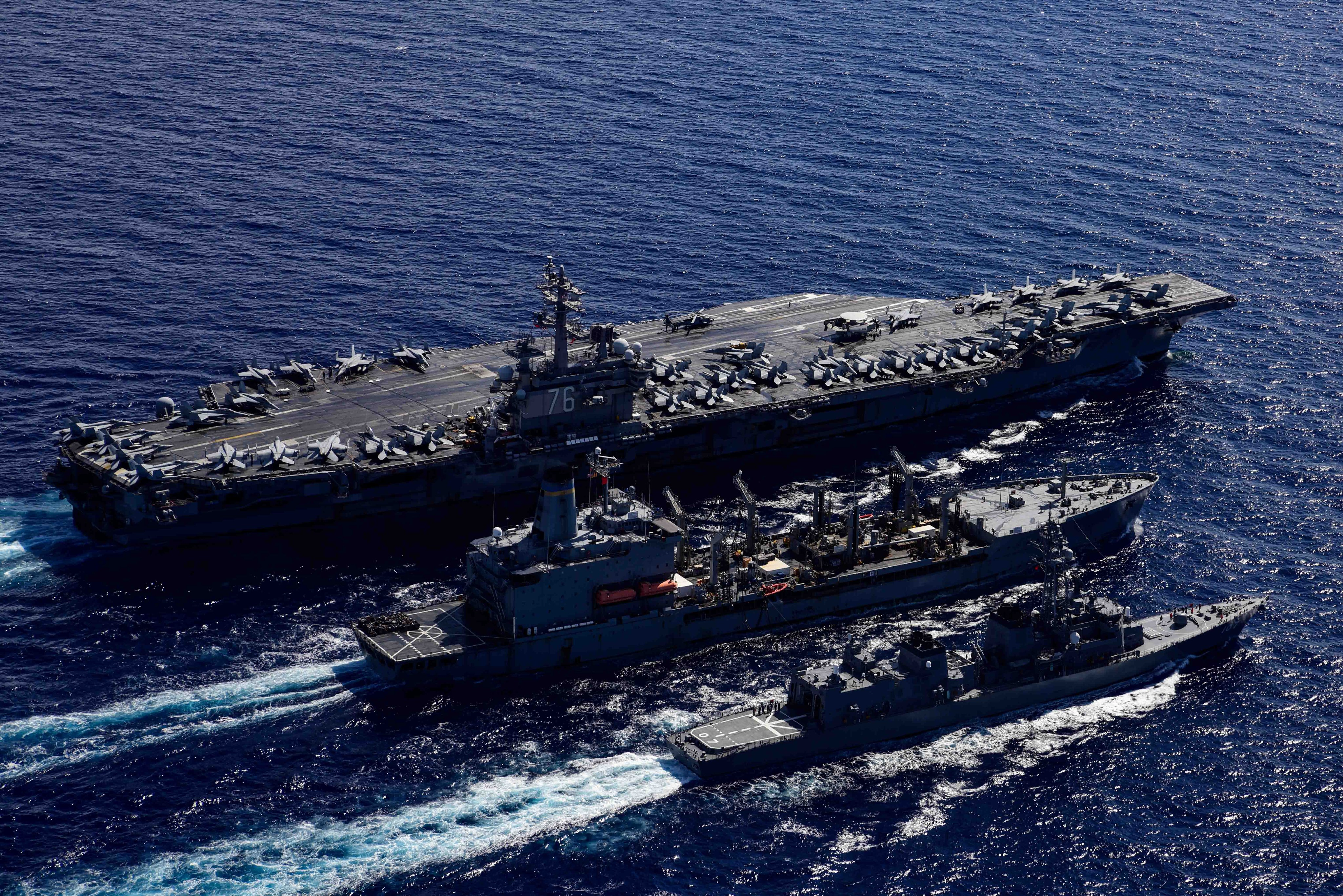
日米共同訓練（手前から「いかづち」、米給油艦「ジョン・エリクソン」、米空母「ロナルド・レーガン」）
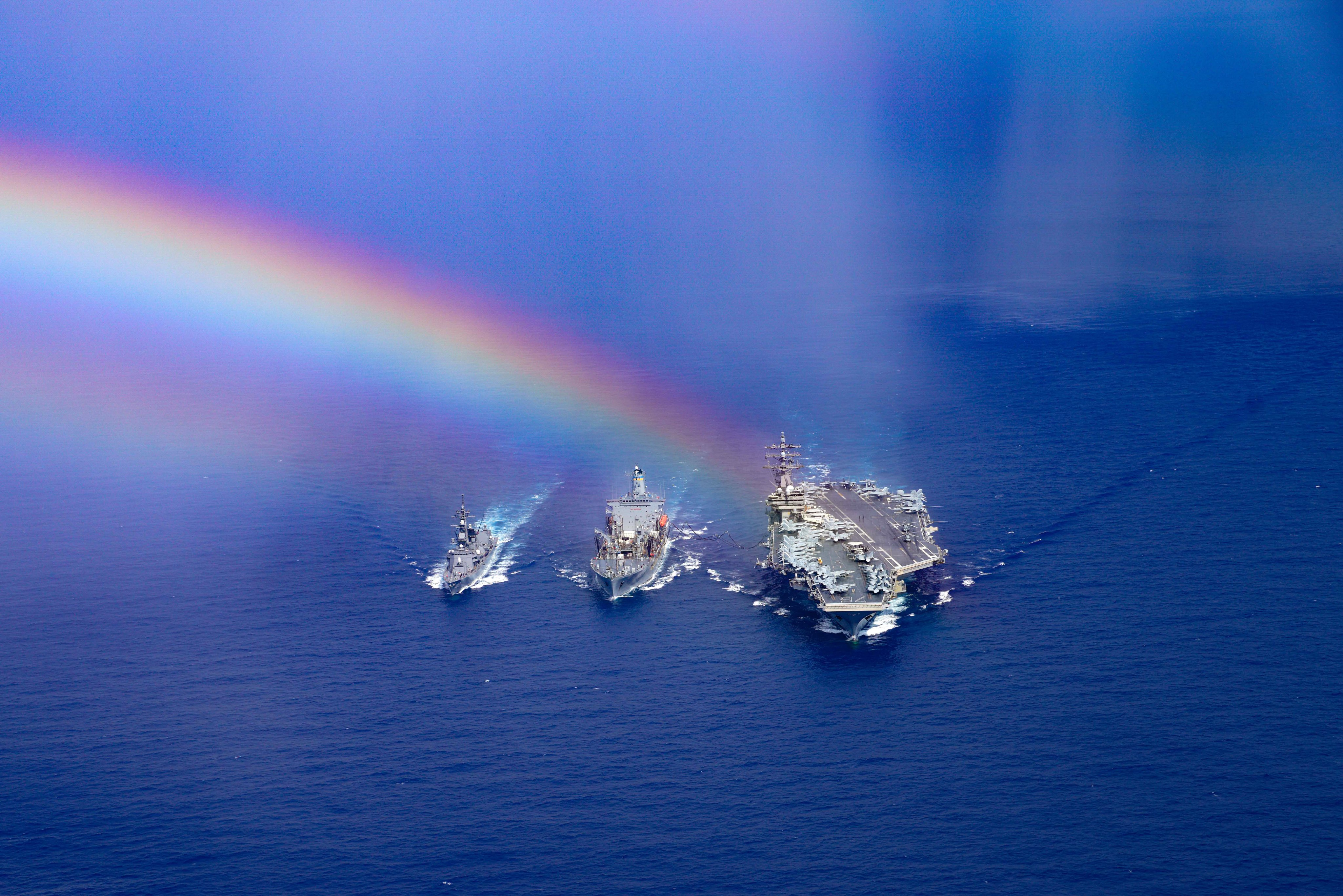
虹の下で、洋上補給訓練を行う（左から「いかづち」、「ジョン・エリクソン」、「ロナルド・レーガン」）
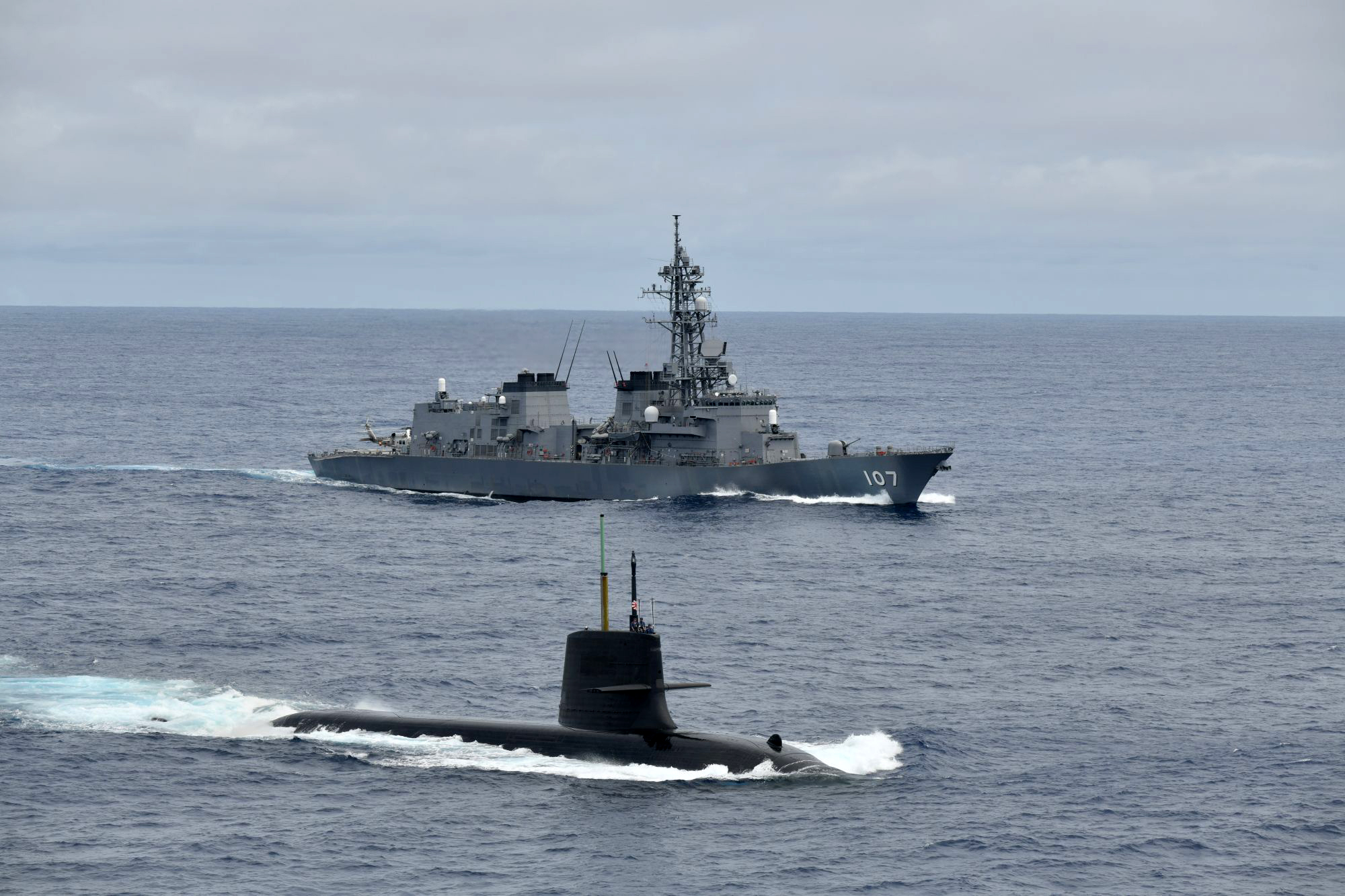
「しょうりゅう」と並走中の「いかづち」
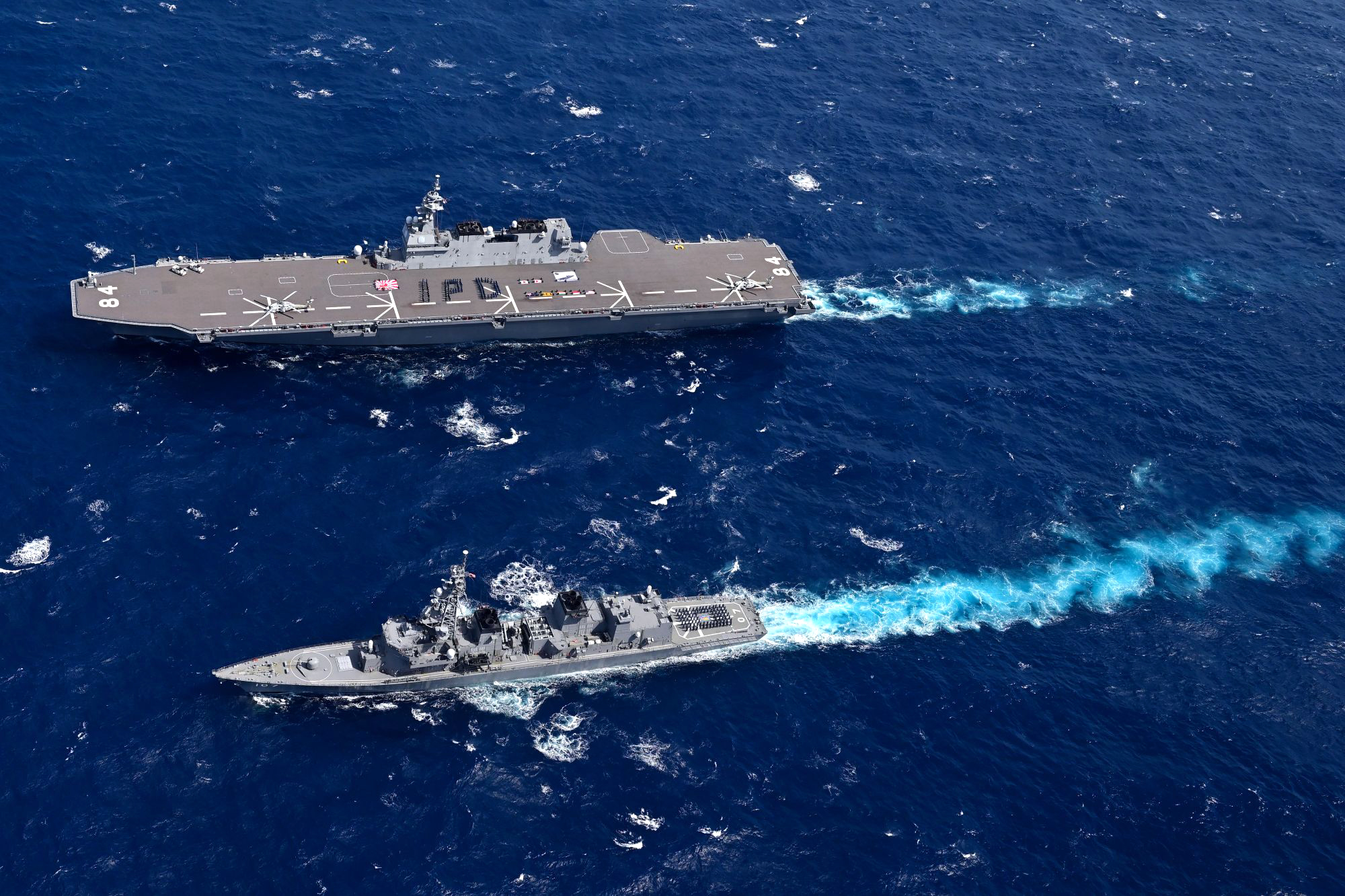
令和２年度インド太平洋方面派遣訓練に参加中の「かが」と「いかづち」
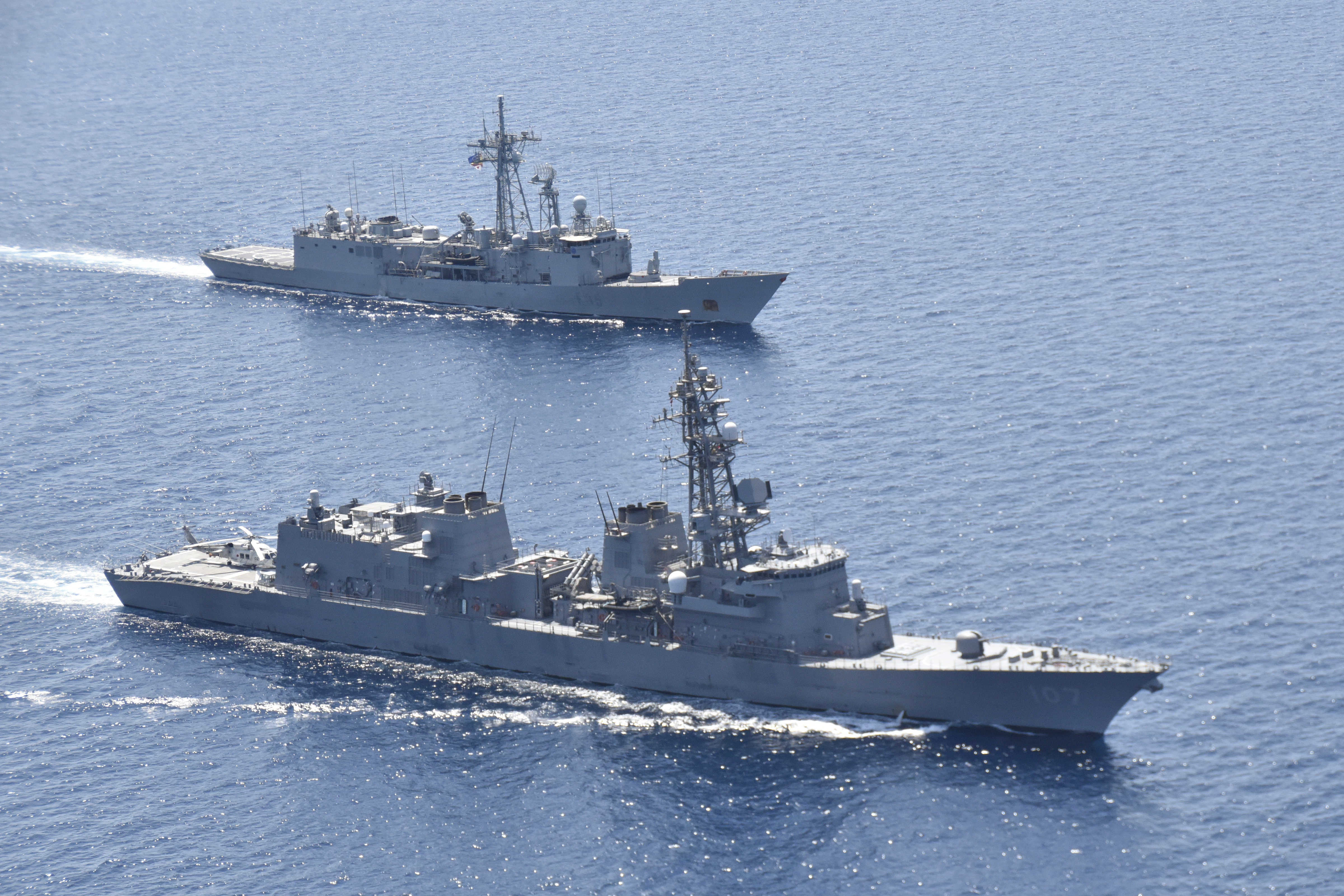
ＥＵ海上部隊と海賊対処共同訓練を実施中の「いかづち」